# Управляющий Банком Израиля
Управляющий Банком Израиля (ивр. נגיד בנק ישראל‎) — израильский государственный служащий, возглавляющий Банк Израиля. Он назначается президентом Государства Израиль по рекомендации израильского правительства сроком на пять лет. Управляющий Банком Израиля отвечает за управление экономической политикой, в первую очередь стремясь к стабильности цен в экономике, посредством управления денежно-кредитной политикой, политикой обменного курса и управления валютными резервами, а также отвечает за надзор за банками через Департамент надзора, находящийся в его ведении. Управляющий Банком Израиля также формально отвечает за надлежащее управление банком Израиля, хотя на практике банком управляет генеральный директор.
Еще одна важная роль управляющего Банком Израиля заключается в том, что по закону он является экономическим советником правительства и в силу этой роли участвует в заседаниях правительства, на которых обсуждаются экономические вопросы первостепенной важности.
В рамках своей роли управляющий Банком Израиля ставит свою подпись на банкнотах, выпущенных во время его управления банком. Раньше было принято, чтобы председатель Консультативного совета Банка Израиля также подписывал документы, но, начиная с выпуска купюры достоинством 200 шекелей в 2010 году, управляющий Банком Израиля подписывает банкноты единолично.
Первый управляющий Банка Израиля Давид Горовиц приступил к исполнению своих обязанностей в декабре 1954 года в соответствии с Законом о Банке Израиля, принятым в августе 1954 года.

## Список управляющих
| Номер | Фотография     | Имя управляющего       | Начало срока         | Завершение срока                           | Министр финансов |
| ----- | -------------- | ---------------------- | -------------------- | ------------------------------------------ | --- |
| 1     |                | Давид Горовиц          | 1954                 | 1971                                       | Пинхас Сапир, Зеэв Шерф, Пинхас Сапир                                                                                   |
| 2     |                | Моше Занбар            | 1971                 | 1976                                       | Пинхас Сафир, Йеошуа Рабинович                                                                                          |
| 3     |                | Арнон Гафни            | 1976                 | 1981                                       | Йеошуа Рабинович, Симха Эрлих, Игаль Горовиц, Йорам Аридор                                                              |
| 4     |                | Моше Мендельбаум       | 1982                 | 1986                                       | Йорам Аридор, Игаль Коэн-Оргад, Ицхак Модаи                                                                             |
| 5     |                | Михаэль Бруно          | 1986                 | 1991                                       | Ицхак Модаи, Моше Ниссим, Шимон Перес, Ицхак Шамир, Ицхак Модаи                                                         |
| 6     |                | Яаков Френкель         | 1991                 | 2000                                       | Ицхак Модаи, Авраам Шохат, Дан Меридор, Беньямин Нетаньяху, Яаков Неэман, Беньямин Нетаньяху, Меир Шитрит, Авраам Шохат |
| 7     |                | Давид Кляйн            | 17 января 2000 года  | 16 января 2005 года                        | Авраам Шохат, Сильван Шалом, Беньямин Нетаньяху                                                                         |
| и.о.  |                | Меир Соколер           | 17 января 2005 года  | 30 апреля 2005 года                        | Беньямин Нетаньяху |
| 8     |                | Стенли Фишер           | 1 мая 2005 года      | 30 июня 2013                               | Беньямин Нетаньяху, Эхуд Ольмерт, Авраам Гиршзон, Рони Бар-Он, Юваль Штайниц, Яир Лапид                                 |
| и.о.  |                | Карнит Флуг            | 1 июля 2013 года     | 13 ноября 2013                             | Яир Лапид |
| 9     | 13 ноября 2013 | Карнит Флуг            | 12 ноября 2018 года  | Яир Лапид, Беньямин Нетаньяху, Моше Кахлон | |
| и.о.  |                | Надин Бодо-Трахтенберг | 13 ноября 2018 года  | 23 декабря 2018 года                       | Моше Кахлон |
| 10    |                | Амир Ярон              | 24 декабря 2018 года | н.в.                                       | Моше Кахлон, Исраэль Кац, Авигдор Либерман, Бецалель Смотрич                                                            |